# Svalbard
Svalbard — британская пост-хардкор-группа из Бристоля (Англия). Группа была образована в 2011 году вокалистами и гитаристами Сереной Черри и Лиамом Феланом, барабанщиком Марком Лилли, а с 2020 года в состав группы входит басист Мэтт Фрэнсис. Преимущественно играя в жанрах пост-хардкор и пост-метал, группа также использует в своей музыке элементы блэк-метала, краст-панка, пост-рока и шугейза.
После выпуска раннего материала, собранного на альбоме-компиляции Discography 2012—2014 (2015), Svalbard подписали контракт с Holy Roar Records в январе 2015 года. Они выпустили два альбома, One Day All This Will End (2015) и It’s Hard to Have Hope (2018), после чего покинули Holy Roar и перешли на Church Road Records за три недели до выхода альбома When I Die, Will I Get Better? (2020) из-за обвинений в домогательствах, выдвинутых против основателя лейбла. Четвёртый альбом группы и первый на Nuclear Blast, The Weight of the Mask (2023), был выпущен 6 октября 2023 года.

## История

### Основание группы и ранние релизы(2011—2013)
Группа Svalbard была образована в Бристоле в 2011 году гитаристами Сереной Черри (англ. Serena Cherry) и Лиамом Феланом (англ. Liam Phelan, которые впервые встретились друг с другом в Бате (Сомерсет), в то время как Черри гастролировала со своим пост-роковым сольным проектом. Вскоре после этого к группе присоединился барабанщик Марк Лилли. Коллектив взял своё название из трилогии Филипа Пулмана «Тёмные начала», где архипелаг Шпицберген (норв. Svalbard) служит местом действия. Черри сказала о названии группы:
Шпицберген […] находится в состоянии постоянного изменения — он либо замерзает зимой, либо тает летом. Он никогда не остается одним и тем же надолго; мне кажется, это символизирует то, как любое искусство никогда не находится «в моменте», а в состоянии либо становления, либо размышления над тем, чем оно будет дальше.
Svalbard записали одноимённый дебютный EP в 2012 году в составе пяти человек с басистом Беном Томасом и вокалистом Майком Томпсоном, причем ни Черри, ни Фелан не хотели брать на себя обязанности вокалиста. Однако, когда Томас и Томпсон покинули группу вскоре после записи, они решили разделить обязанности вокалистов между собой. В 2013 году группа записала два EP с басистом Кристианом Принсом, Gone Tomorrow и Flightless Birds, а также записала кавер-версию «This Is the End» группы Victims для сплита Cover Buzz (2013) совместно с Pariso, MINE и Let It Die.

### One Day All This Will EndиIt’s Hard to Have Hope(2014—2019)
Svalbard начали писать материал для дебютного альбома на репетиционной базе в начале 2014 года. Большая часть альбома была написана в то время, когда в группе постоянно менялись басисты. Тогда же Svalbard работали над совместным сплитом с Pariso, который вышел 7 июля 2014 года. Гитарист Pariso, Алекс Фицпатрик, впоследствии подписал Svalbard на свой независимый лейбл, Holy Roar Records, в январе 2015 года. Вскоре после подписания контракта с лейблом Svalbard выпустили альбом-компиляцию Discography 2012—2014, куда вошли все записи Svalbard, сделанные на тот момент. Сборник был ремастирован Брэдом Боатрайтом и переиздан в октябре 2016 года. Дебютный альбом Svalbard, One Day All This Will End, был выпущен 25 сентября 2015 года. В Германии релизом занимались Through Love, а в США — Halo of Flies. Альбом был хорошо принят после выхода, а первое издание на Holy Roar было распродано в течение недели после релиза. На треки «Disparity» и «Expect Equal Respect» были выпущены музыкальные клипы (созданные Феланом), последний из которых пропагандирует принятие женщин в экстремальной музыке без отношения к ним, как к чему-то странному. Сплит с The Tidal Sleep, содержащий по одной новой песне от каждой группы, последовал 15 января 2017 года; музыкальное видео (также снятое и смонтированное Феланом) на песню со сплита «Open the Cages», было выпущено 12 ноября 2016 года.
После гастролей в поддержку One Day All This Will End у Svalbard начался нестабильный период, вызванный продолжительными болезнями Черри и Фелана и уходом их басиста. Пригласив басиста Адама Пэрриша, группа восстановила силы и записала второй альбом It’s Hard to Have Hope в сентябре 2017 года. Развивая более тяжёлые и мелодичные тенденции дебюта, альбом был отмечен феминистским влиянием на социальные и политические темы, охватывающие неоплачиваемые стажировки, аборты, защиту животных и сексуальное насилие. После выхода альбома 25 мая 2018 года Svalbard отправились в тур по Европе и Великобритании, которое включало выступление на фестивале ArcTanGent 2018 и выступления в поддержку OHHMS и La Dispute. В начале 2019 года Пэрриш покинул Svalbard, и его заменил Алекс Хеффернан. Раньше Хеффернан играл на басу в Svalbard в 2016 году; хотя тогда он отклонил предложение присоединиться к группе, он выразил заинтересованность в этом незадолго до ухода Пэрриша. После этого Svalbard выступили на фестивале Roadburn 2019 в рамках шоукейса Holy Roar Records, а затем отправились в свой первый в жизни тур по Японии вместе с The Tidal Sleep в мае 2019 года.

### Смена лейбла,When I Die, Will I Get Better?иThe Weight of the Mask
В начале июля 2020 года Svalbard анонсировали свой третий студийный альбом When I Die, Will I Get Better?, выход которого был запланирован на середину сентября на лейбле Holy Roar. За три недели до выхода альбома группа разорвала свои связи с Holy Roar из-за недавних обвинений в домогательствах, выдвинутых против его основателя Алекса Фицпатрика. Впоследствии группа подписала контракт с Church Road Records и на этом лейбле выпустила альбом 25 сентября, а также оформила возврат денег тем, кто предварительно заказал альбом через Holy Roar. Metal Hammer назвал его 5-м лучшим метал-альбомом 2020 года. 11 декабря 2020 года Svalbard отыграли свой последний концерт с Хеффернаном, который хотел сосредоточиться на карьере графического дизайнера, на фестивале Kerrang! K! Pit в Лондоне. Его заменил Мэтт Фрэнсис.
28 июня 2022 года Svalbard подписали контракт с Nuclear Blast Records. В рамках контракта Nuclear Blast приобрели права на альбомы группы, выпущенные на Holy Roar. Свой четвёртый альбом, The Weight of the Mask, группа выпустила 6 октября 2023 года.

## Музыкальный стиль и влияния
Критики описывают музыку Svalbard в основном пост-хардкор и пост-метал, а также как хардкор-панк, краст-панк, ди-бит, мелодик-хардкор, блэк-метал, блэкенд-хардкор и пост-рок. В то время как в творчестве Svalbard постоянно присутствуют элементы пост-рока, краст-панка и блэк-метала, их поздние альбомы, начиная с It’s Hard to Have Hope, были отмечены появлением более металлических, атмосферных и шугейз-элементов. В качестве музыкальных влияний участники Svalbard называли такие группы, как Alcest, Explosions in the Sky, Helmet, Mew, Mogwai, Mono, Nasum, Slipknot и This Will Destroy You.
С 2014 года все альбомы Svalbard продюсировал Льюис Джонс в студии Ranch Production House в Саутгемптоне. В интервью Echoes and Dust, опубликованном в 2023 году, Черри назвала Джонса «пятым членом Svalbard», похвалив его способность «[извлекать] лучшее из группы в музыкальном плане».

## Состав
- Серена Черри
- Лиам Фелан
- Мэтт Френсис
- Марк Лилли

Нынешний состав
- Серена Черри — соло-гитара (с 2011), вокал (с 2013), бэк-вокал (2012)
- Лиам Фелан — ритм-гитара, скрипка (с 2011), вокал (с 2013)
- Мэтт Френсис — бас-гитара (с 2020)
- Марк Лилли — ударные (с 2011)

Бывшие участники
- Майк Томпсон — вокал (2012)
- Бен Томас — бас-гитара (2012)
- Кристиан Принс — бас-гитара (2013—2014)
- Тони Джеймс — бас-гитара (2015—2016)
- Зак Бирклей — бас-гитара (2016)
- Адам Пэрриш — бас-гитара (2017—2019)
- Алекс Хеффернан — бас-гитара (2016, 2019—2020)

## Дискография

### Студийные альбомы
- One Day All This Will End (2015)
- It's Hard to Have Hope (2018)
- When I Die, Will I Get Better? (2020)
- The Weight of the Mask (2023)

### Компиляции
- Discography 2012—2014 (2015)

### EP и сплиты
- Svalbard (2012)
- Gone Tomorrow (2013)
- Flightless Birds (2013)
- Cover Buzz (совместно с Pariso, Let It Die и Mine, 2013)
- Pariso / Svalbard (совместно с Pariso, 2014)
- Svalbard / The Tidal Sleep (совместно с The Tidal Sleep, 2017)